# 海蘭鎮區 (北達科他州赫廷傑縣)
海蘭鎮區（英語：Highland Township）是位於美國北達科他州赫廷傑縣的一個鎮區。

## 地方資料
海蘭鎮區的面積為89.08平方千米，當中陸地面積為89.02平方千米，而水域面積為0.06平方千米。根據2020年美國人口普查的數據，當地共有人口13人，而人口密度為每平方千米0.15人。